# Sense límits (sèrie de televisió)
Sense límits (originalment en castellà, Sin límites) és una minisèrie de televisió espanyola de drama històric i aventures, creada i produïda per Miguel Menéndez de Zubillaga, escrita per Patxi Amezcua i dirigida per Simon West per a Amazon Prime Vídeo i RTVE. La sèrie, protagonitzada per Rodrigo Santoro i Álvaro Morte, relata l'expedició realitzada entre 1519 i 1522 per Juan Sebastián Elcano i Fernão de Magalhães, que va marcar la primera volta al món en la història. S'ha subtitulat al català.
Es va estrenar a Amazon el 10 de juny de 2022.

## Trama
L'agost de 1519, capitanejats pel portuguès Fernão de Magalhães (Rodrigo Santoro), 239 mariners van partir des de Sevilla rumb a les Índies. Tres anys més tard, només 18 marins famèlics i malalts van tornar a l'única nau que va resistir el viatge, liderats per l'explorador espanyol Juan Sebastián Elcano (Álvaro Morte).

## Repartiment[3]
- Rodrigo Santoro com a Fernão de Magalhães
- Álvaro Morte com a Juan Sebastián Elcano
- Sergio Peris-Mencheta com a Juan de Cartagena
- Adrián Lastra com a Luis de Mendoza
- Carlos Cuevas com a Martino
- Pepón Nieto com a Padre Bartolomé
- Raúl Tejón com a Gonzalo Gómez de Espinosa
- Gonçalo Diniz com a Duarte Barbosa
- Manuel Morón com a Pedro de Fonseca
- Bàrbara Goenaga com a Beatriz

## Capítols
| Núm. | Títol                                     | Direcció   | Guió          | Data d'estrena original |
| --- | ----------------------------------------- | ---------- | ------------- | ----------------------- |
| 1 | «El meu rei no m'ha volgut veure»         | Simon West | Patxi Amezcua | 10 de juny de 2022      |
| Després de ser rebutjat pel rei de Portugal, Magallanes busca una altra via per aconseguir el seu somni. Mentrestant, Elcano i el seu grup gaudeixen de Sevilla.               |                                           |            |               |                         |
| 2 | «Et busquen per traïció»                  | Simon West | Patxi Amezcua | 10 de juny de 2022      |
| La flota portuguesa no pot permetre que l'expedició tingui èxit i farà tot el possible perquè fracassi. Envejosos de Magallanes, els capitans espanyols no l'hi posaran fàcil. |                                           |            |               |                         |
| 3 | «La rebel·lió està castigada amb la mort» | Simon West | Patxi Amezcua | 17 de juny de 2022      |
| Després de gairebé un any de viatge, i sense haver trobat el pas, la tripulació s'amotina contra Magallanes. Elcano haurà de decidir de quin costat està.                      |                                           |            |               |                         |
| 4 | «Les balenes no neden en rius»            | Simon West | Patxi Amezcua | 17 de juny de 2022      |
| L'alegria i l'eufòria per haver trobat el pas contrasten amb la mort i la desesperació que trobaran en el camí. El viatge a un món desconegut els podria portar al paradís.    |                                           |            |               |                         |
| 5 | «Us han escollit com a capità»            | Simon West | Patxi Amezcua | 17 de juny de 2022      |
| Els mactans hauran de veure la llum o enfrontar-se als canons i a la creu. La tripulació es debat entre lluitar en una batalla suïcida o continuar amb la missió.              |                                           |            |               |                         |
| 6 | «Són vents de l'est»                      | Simon West | Patxi Amezcua | 17 de juny de 2022      |
| Elcano pren una decisió arriscada que canviarà el curs de la història. Complir la missió és una qüestió d'honor.                                                               |                                           |            |               |                         |

## Producció

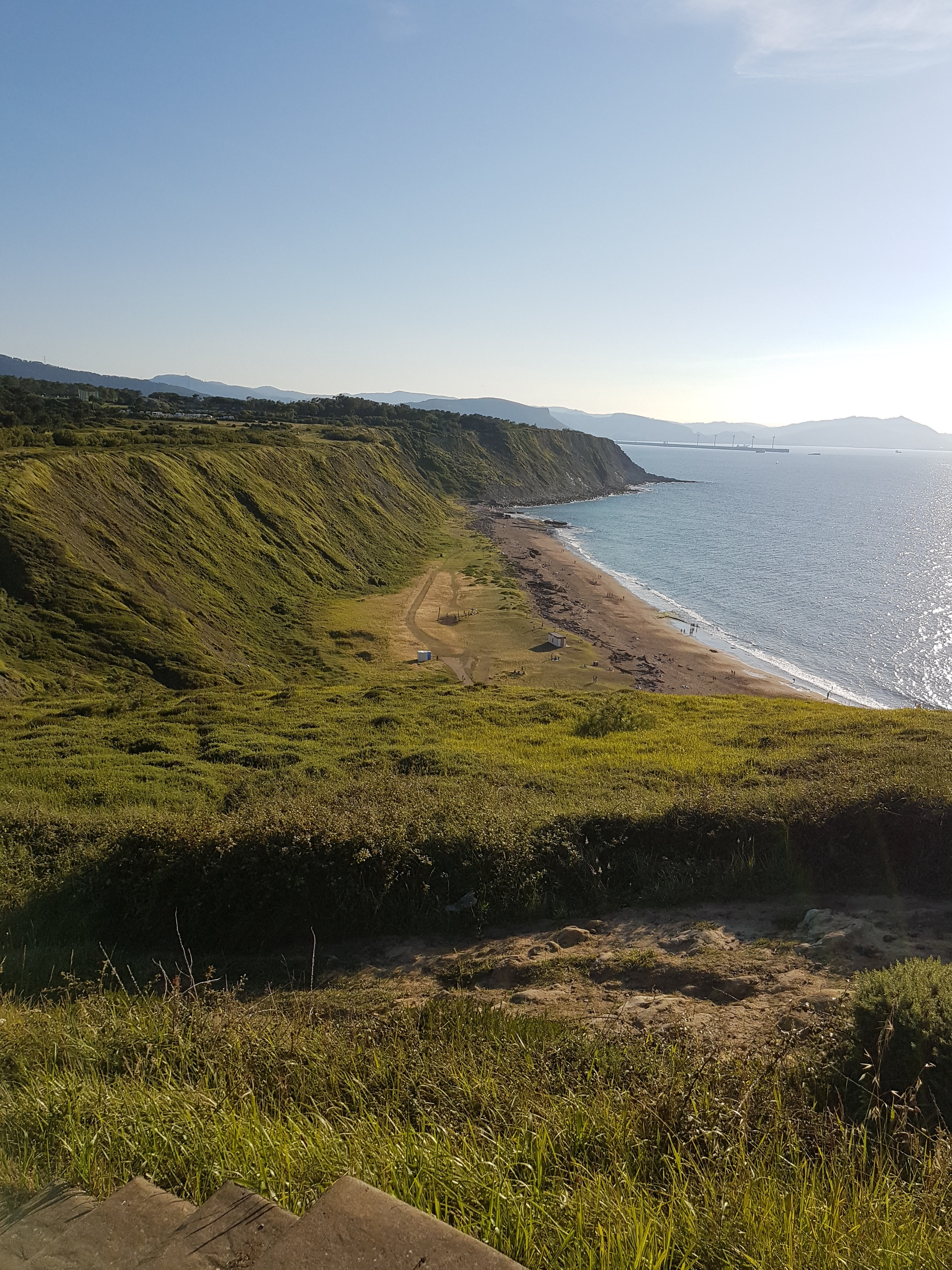
Les imatges es van rodar a la platja d'Azkorri.

Sense límits va néixer com a projecte el març del 2018, quan RTVE i el Ministeri de Defensa d'Espanya van signar un acord per produir una sèrie sobre l'expedició de Magalhães-Elcano, amb motiu del cinquè centenari de l'esdeveniment històric.
El febrer de 2020, Amazon Prime Video i RTVE van anunciar que les dues plataformes coproduirien una sèrie sobre la volta al món d'Elcano i Magalhães, titulada Sense límits, amb una estrena inicialment prevista per a 2021. El 21 d'abril del 2021, es va anunciar que el rodatge de la sèrie començaria el 26 d'abril i que Álvaro Morte i Rodrigo Santoro serien els actors que interpretessin Juan Sebastián Elcano i Fernão de Magalhães, respectivament. El novembre de 2021 es va confirmar que la sèrie estava en estat en postproducció.
Originalment, es va anunciar com una sèrie de quatre capítols de 60 minuts de durada, a un pressupost de 5 milions d'euros per capítol, però quan la sèrie es va començar a promocionar al públic, es va anunciar que finalment consistiria en sis capítols de 40 minuts.

## Estrena i màrqueting
El novembre del 2021, TVE va confirmar que la sèrie arribaria a la televisió en obert el setembre del 2022, però que es veuria primer a Amazon Prime Video en una data sense concretar.
Les primeres imatges es van publicar el 21 d'abril de 2022, i dues setmanes després va sortir el primer tràiler d'intriga. El 24 de maig de 2022, Amazon va treure el tràiler i pòster definitius i va anunciar que la sèrie s'estrenaria a la seva plataforma a Espanya i Llatinoamèrica el 10 de juny de 2022, seguit d'estrenes a països com el Regne Unit, Estats Units, França i Alemanya al llarg de l'estiu de 2022. El 7 de juny del 2022, la cadena alemanya ZDF va anunciar que distribuiria la sèrie en territoris on Prime Video no estigués disponible.